# Казанлыкская гробница
Фракийская гробница — часть древнего некрополя близ города Казанлык, Болгария. Объект Всемирного наследия ЮНЕСКО с 1979 года.
Гробница была создана в конце IV — начале III века до н. э. для фракийского правителя Ройгоса. Стены облицованы мраморными плитами и украшены фресками. Картины, повествующие о жизни фракийцев и их военных победах, созданы художником Кодзамакисом, который использовал в своей работе 4 цвета: черный, красный, желтый и белый. Сюжеты фресок связаны со временем правления человека, для которого была построена гробница.
В центре зала напротив входа находится изображение мужчины и женщины, сидящих за столом с яствами, вокруг них — слуги с подарками. Выше — фигура Богини-матери (Деметры), которая руководит подземным царством. Довольно реалистично представлены сцены погребальной церемонии — изображение супружеской пары, держащейся за руки символизирует прощание и расставание в мире мертвых.
Гробница фракийского правителя была найдена солдатом в 1944 году во время сооружения окопа в северо-восточной части города Казанлык.
Сегодня доступ к гробнице ограничен для того, чтобы обеспечить сохранность фресок. Для туристов создана точная копия.

## Галерея

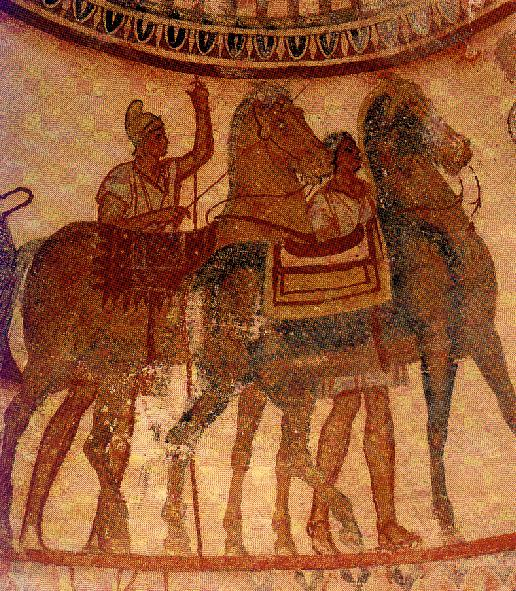
Сцены прощания с умершим
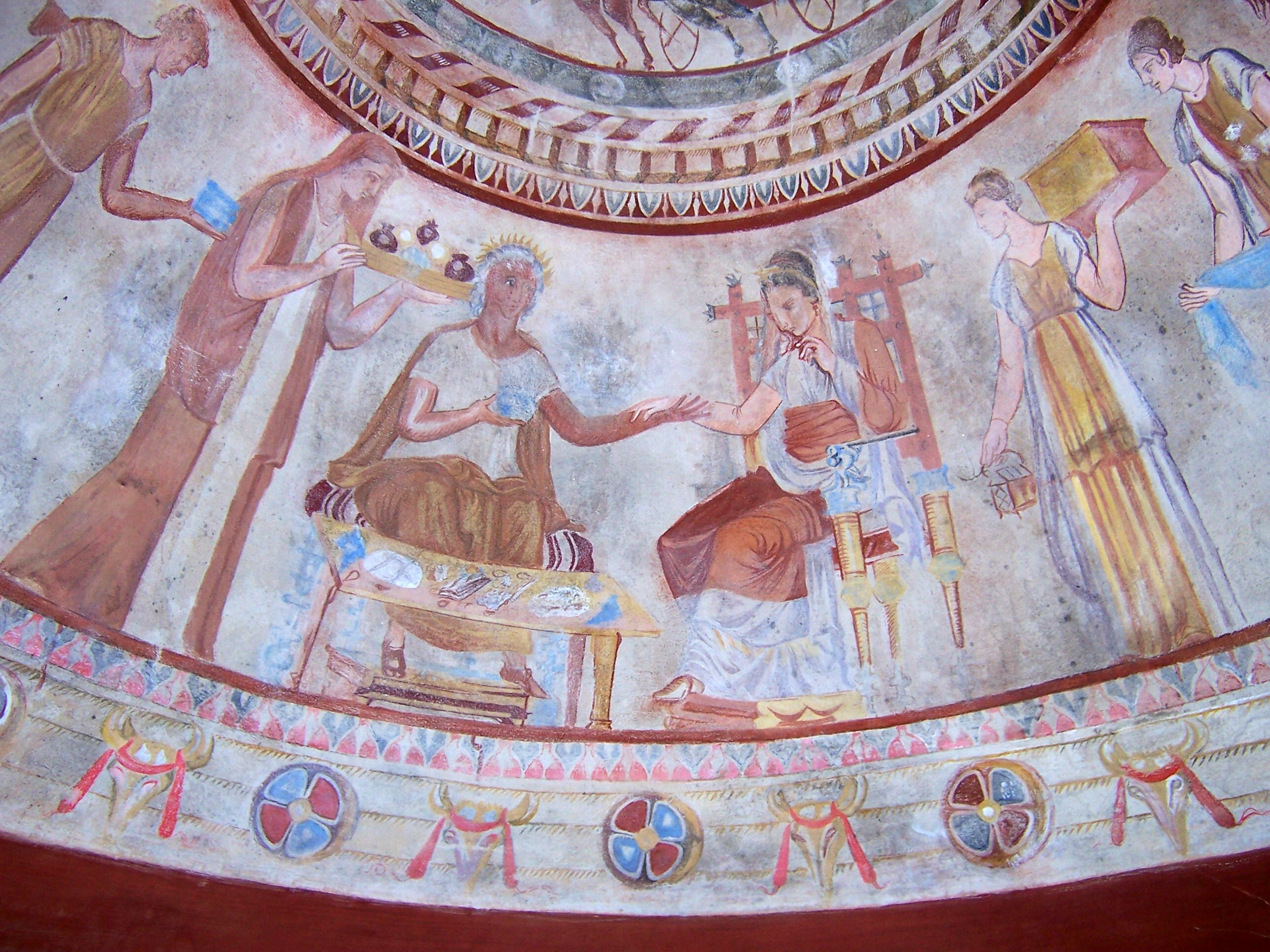
Фракийский царь и царица
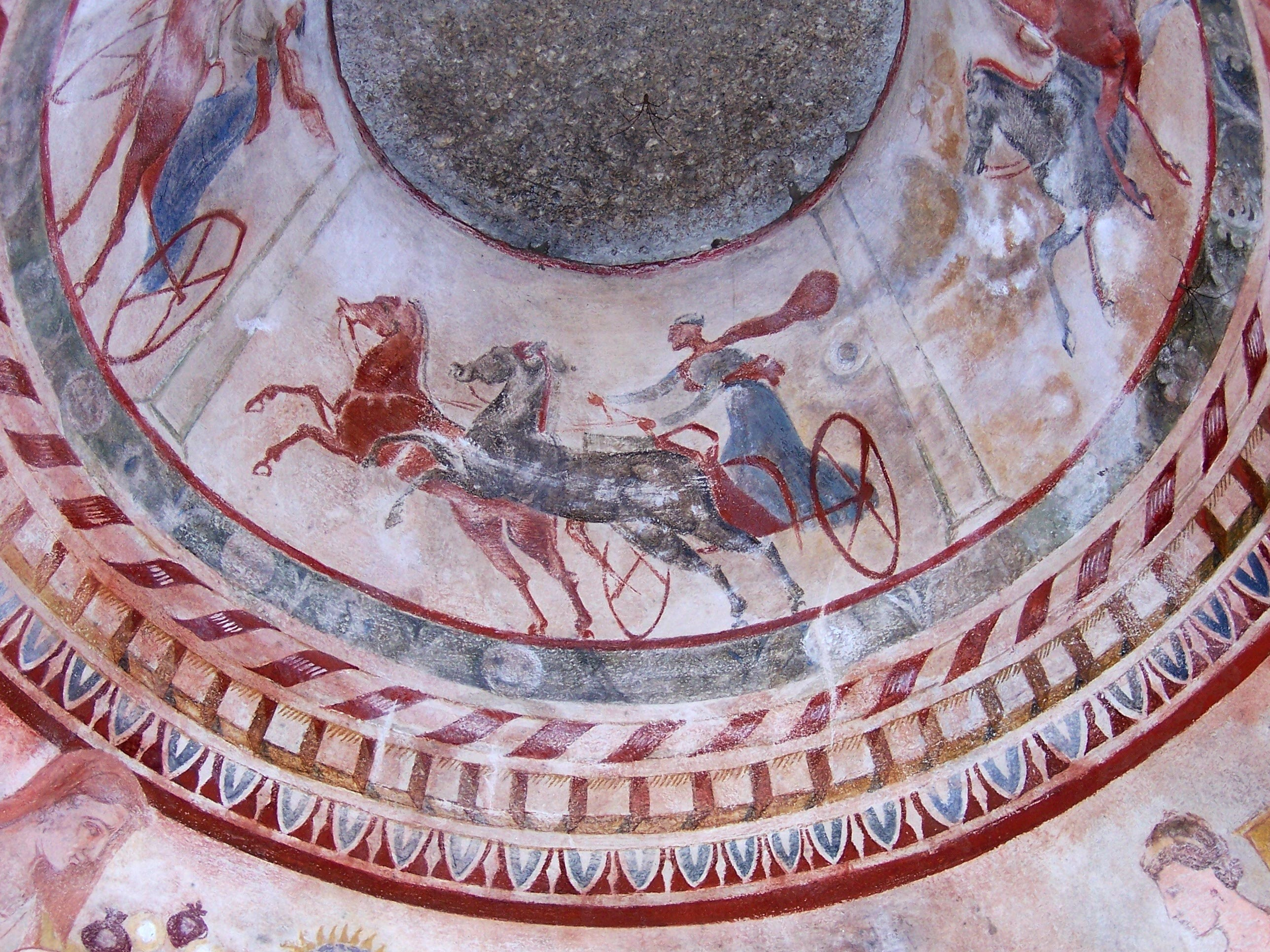
Гонки на колесницах
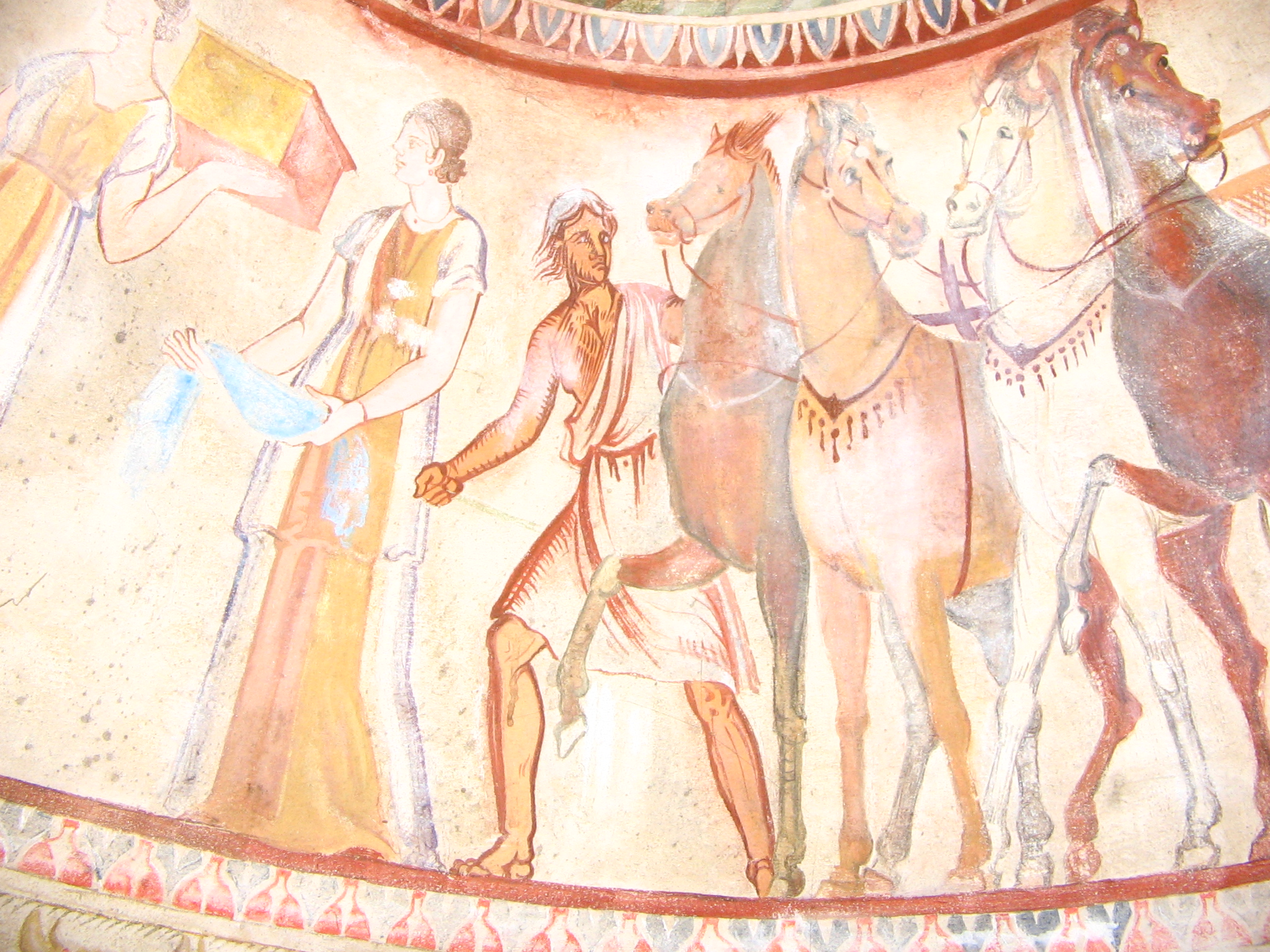
Кучер и квадрига, репродукция настенной росписи
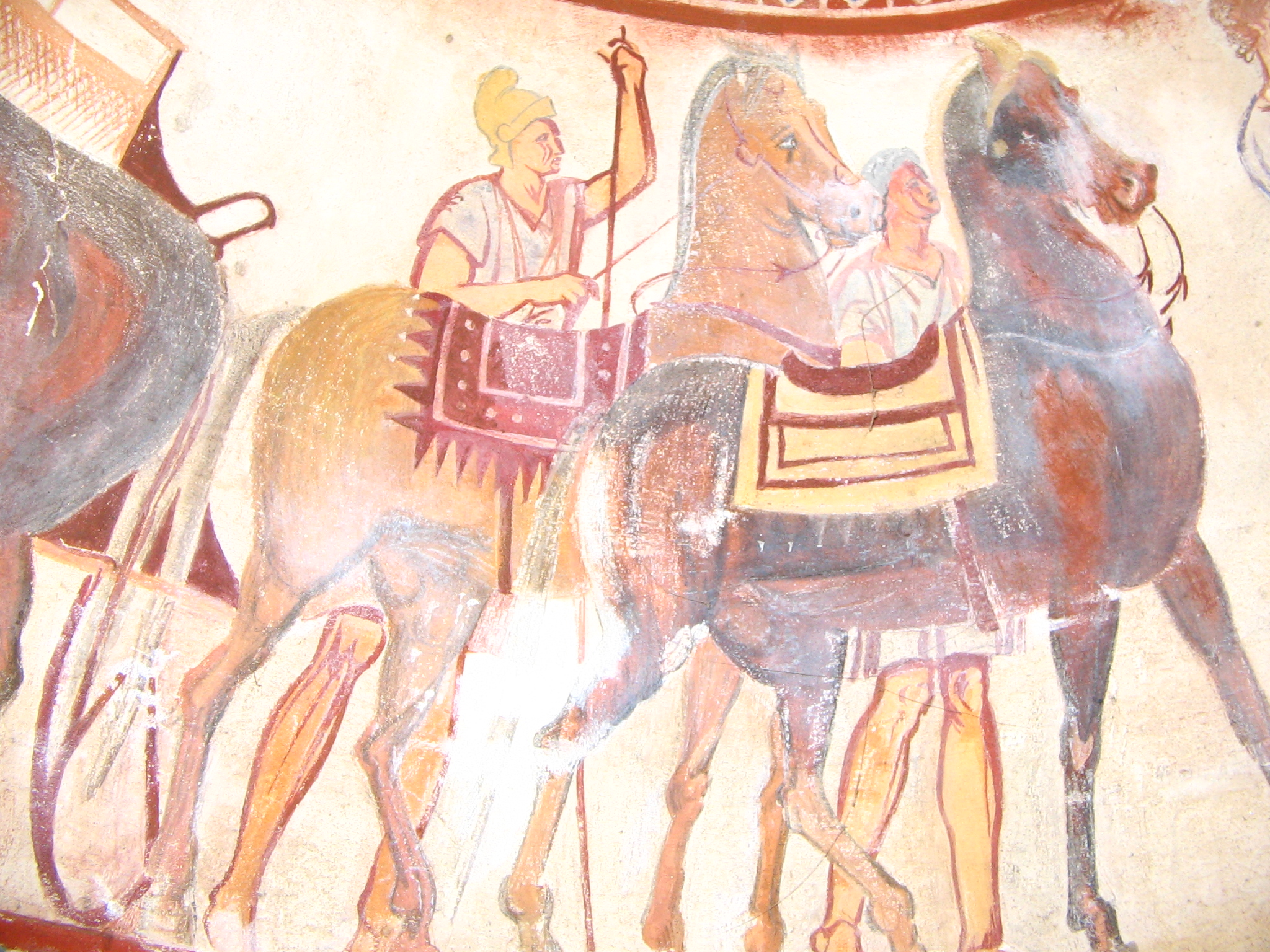
Кучер и упряжные лошади, репродукция настенной росписи
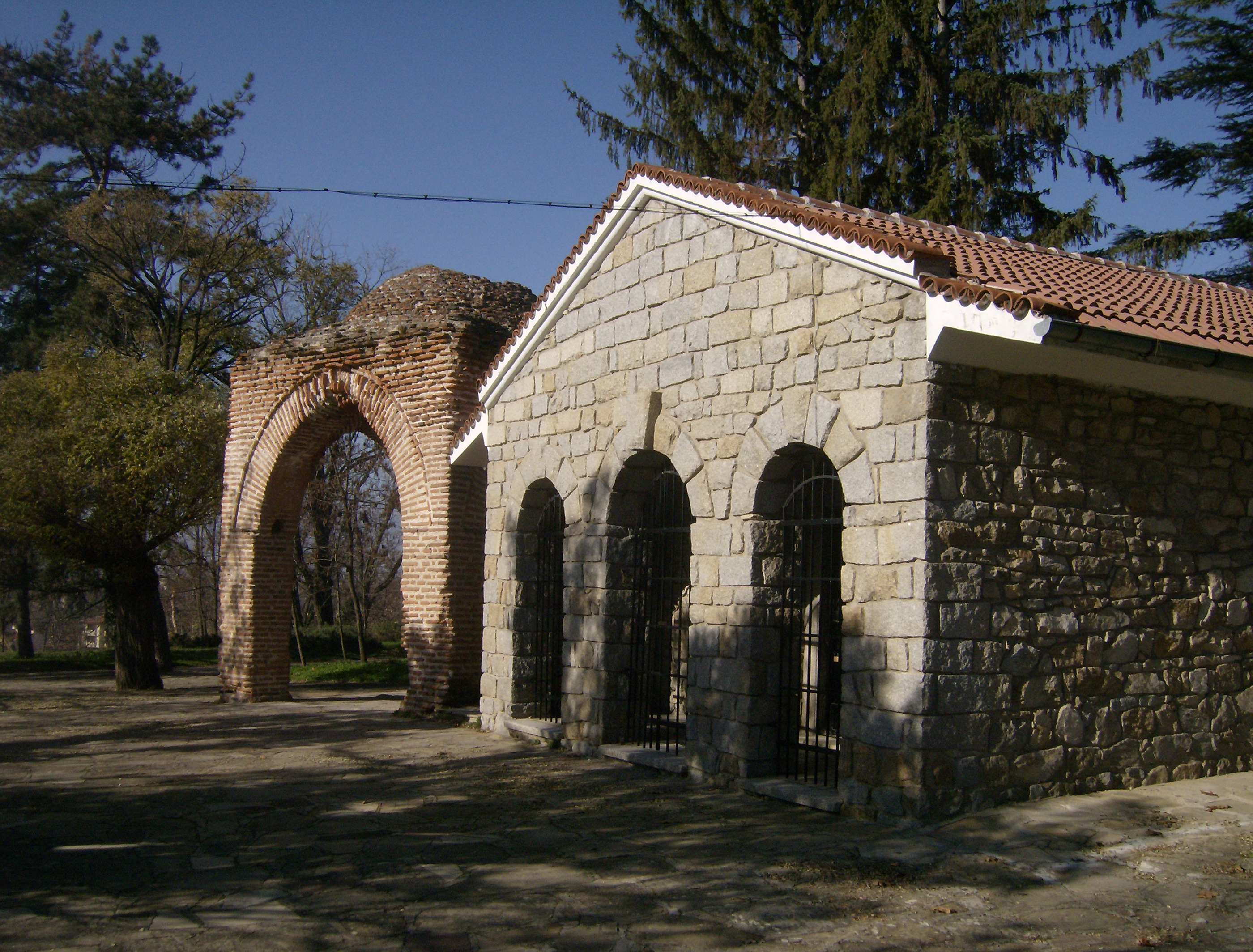
Купол над фракийской гробницей и арка (слева) османского периода
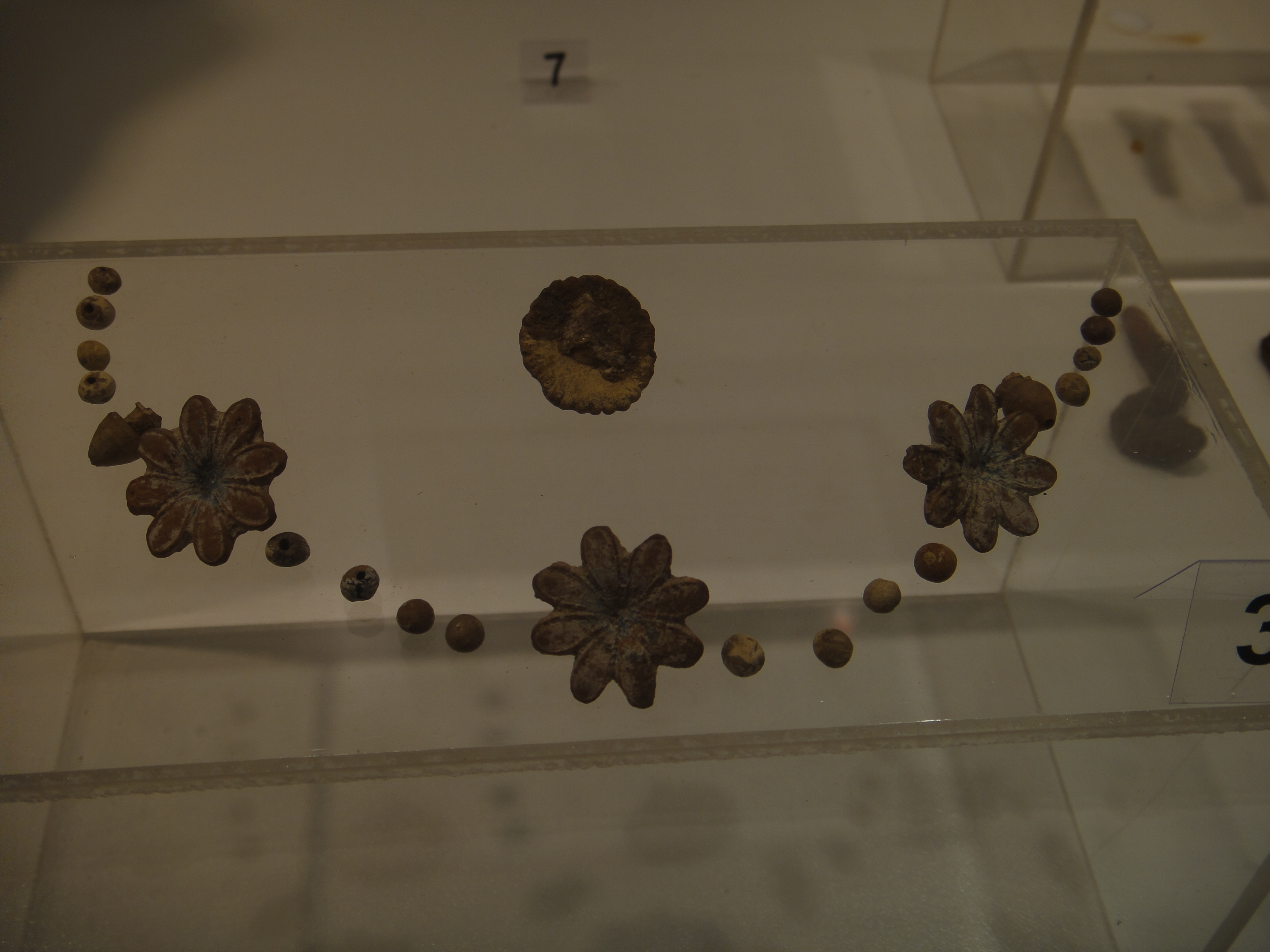
Глиняные розетки и бусинки погребального венка
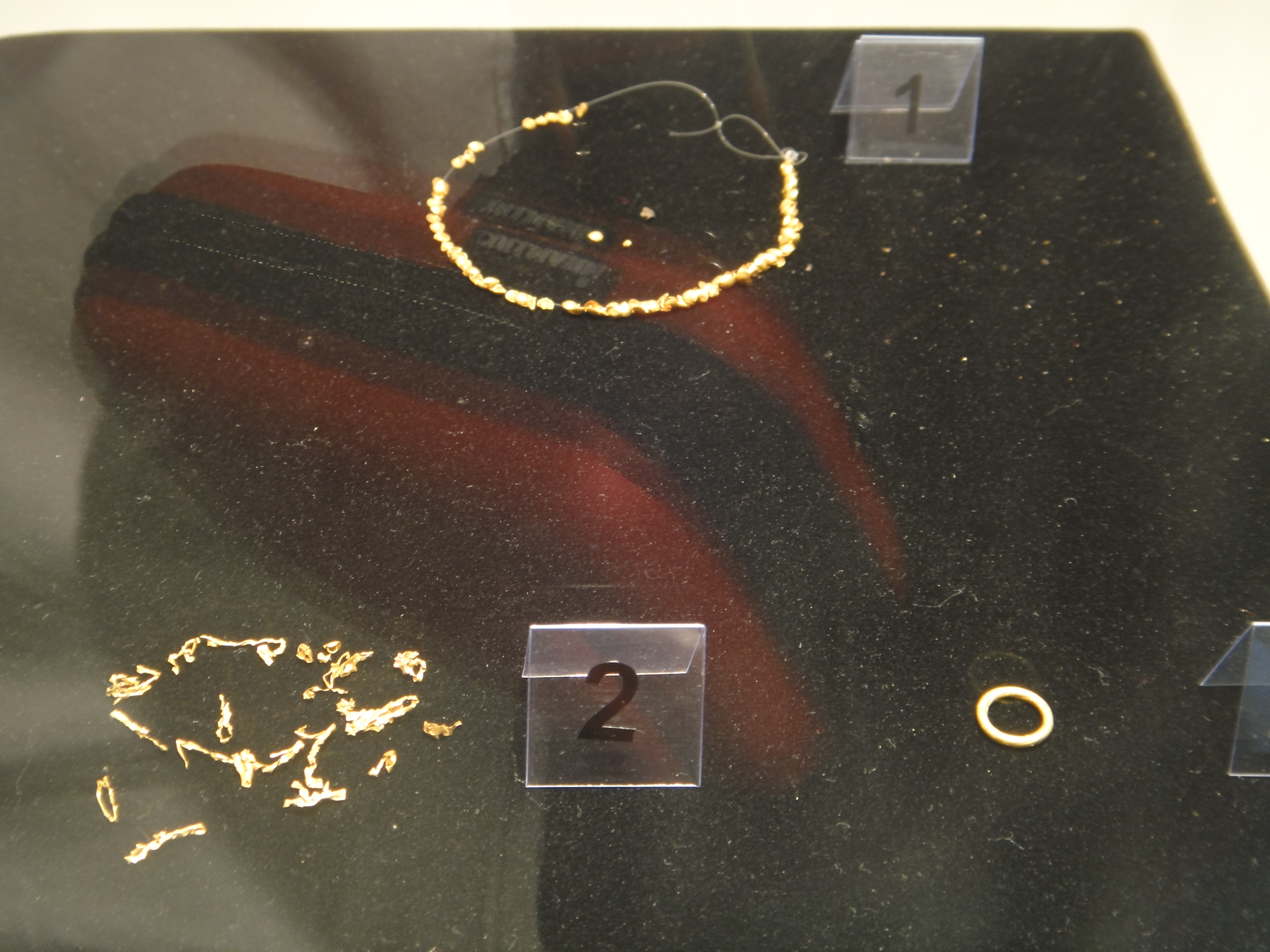
Золотые украшения погребального венка
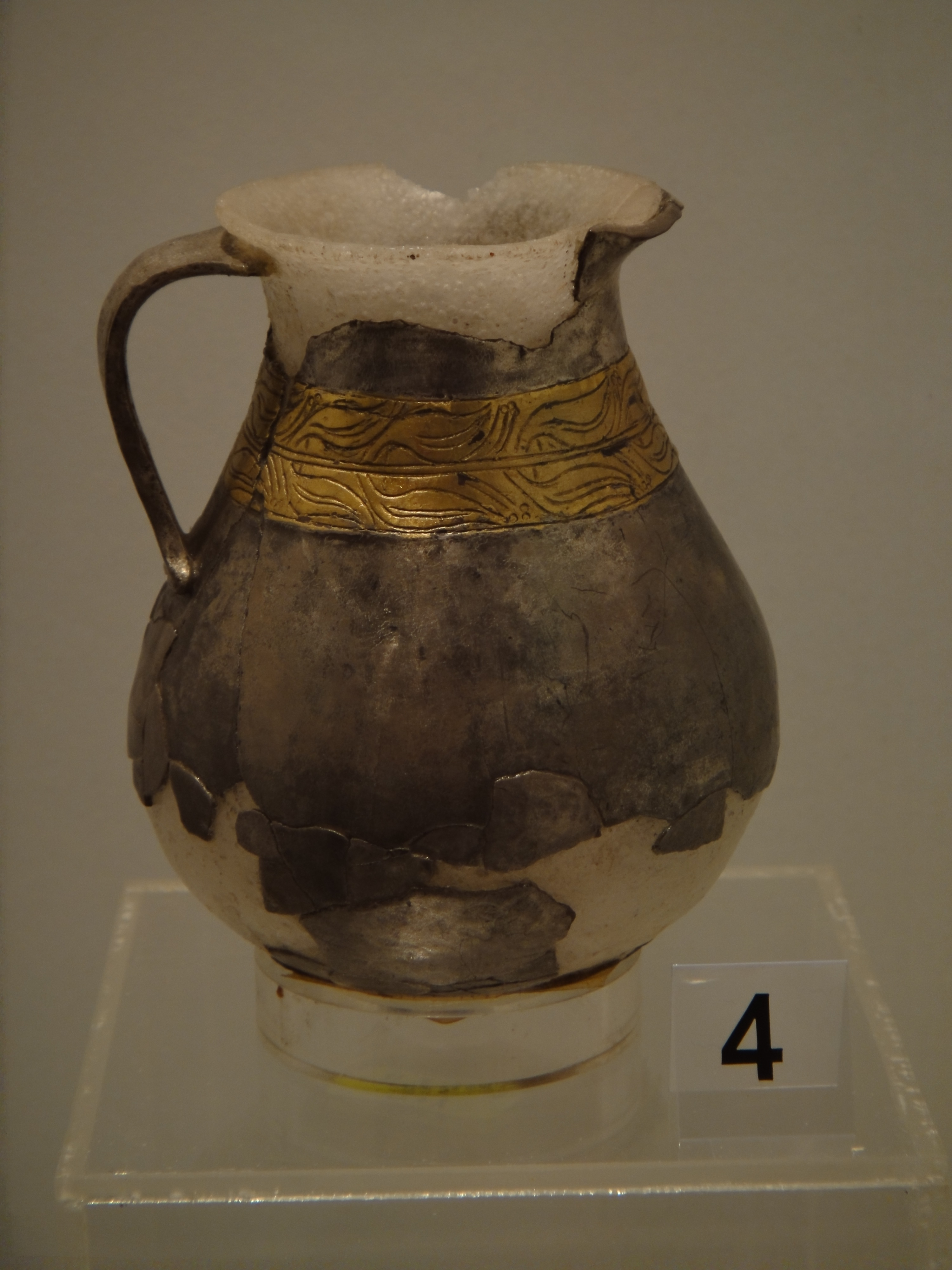
Серебряный кувшин с позолотой
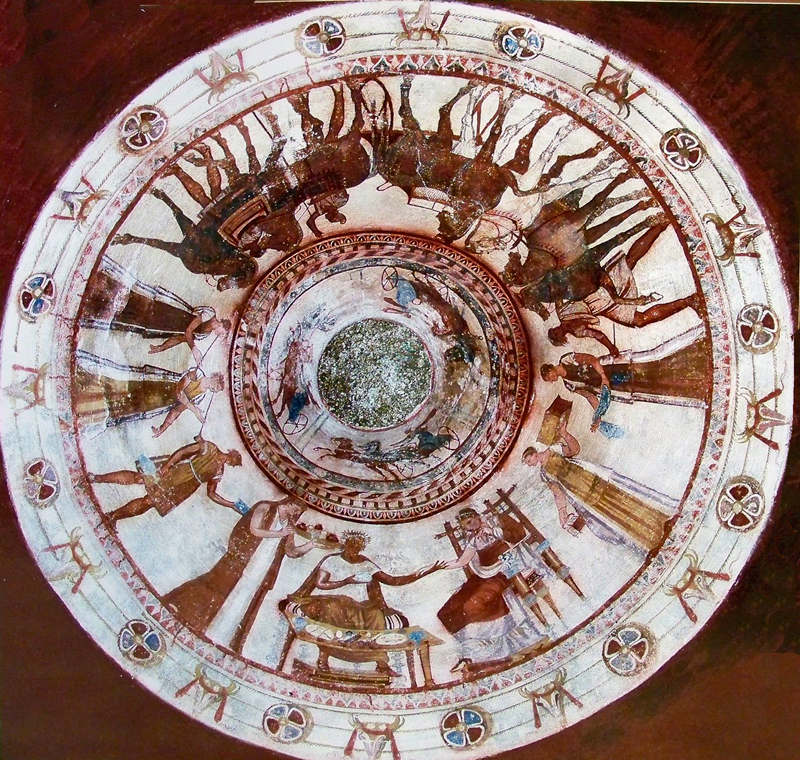
Купольный фриз фракийской гробницы.
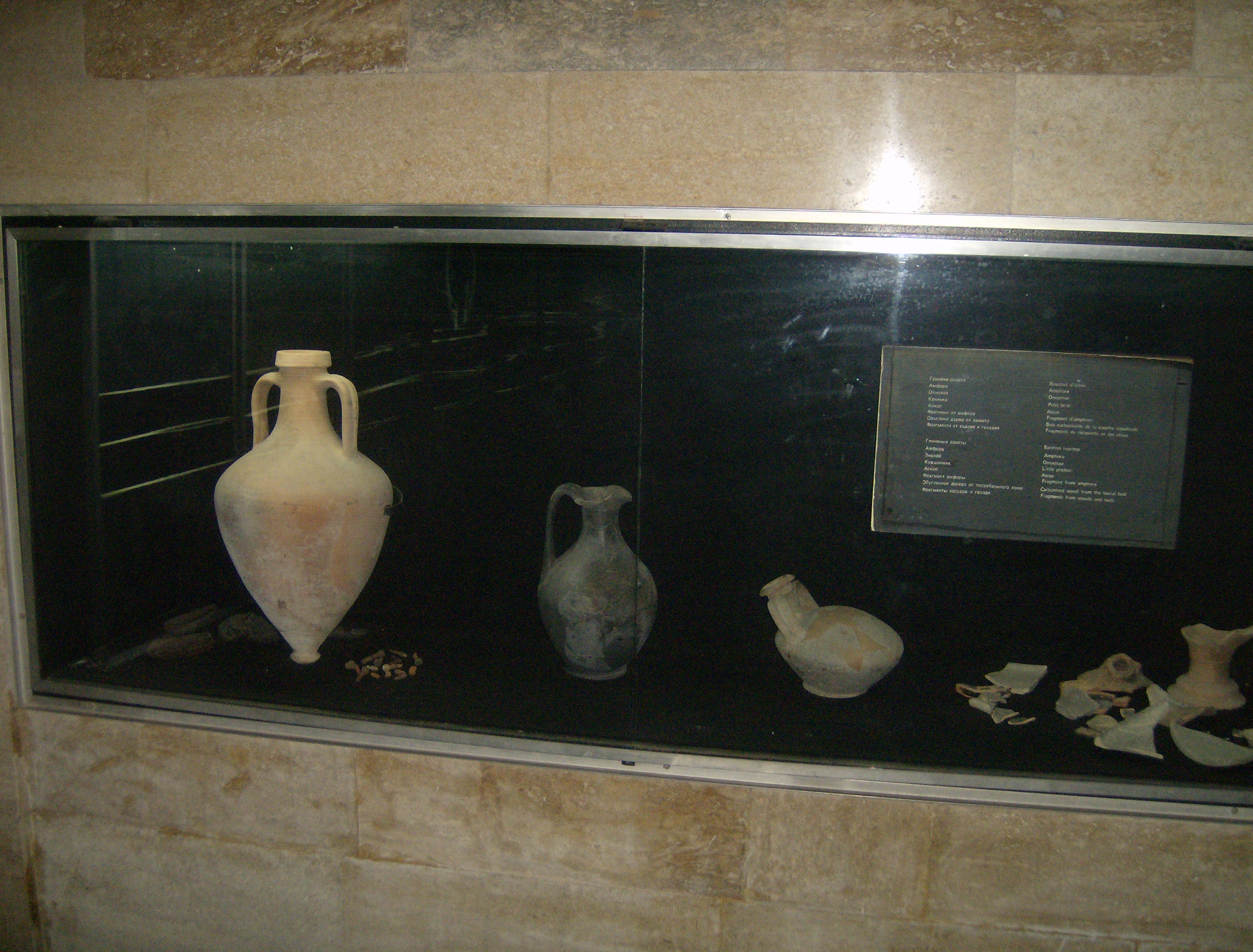
Слева направо: остродонная амфора, глиняная ойнохоя, глиняный аскос